# Birmanie aux Jeux olympiques d'été de 2004
La Birmanie participe aux Jeux olympiques d'été de 2004 à Athènes, en Grèce.
La délégation birmane est composée de 2 athlètes, représentée par 2 femmes. Elle n'obtient aucune médaille durant ces jeux olympiques.
Le porte-drapeau lors de la cérémonie d'ouverture est U Hla Win, entraîneur de l'équipe d’haltérophilie.

## Engagés par sport

### Tir à l'arc

#### Femmes
| Athlète               | Épreuve                     | 32e de finale                      | 32e de finale           | 16e de finale | 16e de finale | 8e de finale | 8e de finale | Quarts de finale | Quarts de finale | Demi-finales | Demi-finales | Finale     | Finale    |
| Athlète               | Épreuve                     | Adversaire                         | Résultat                | Adversaire    | Résultat      | Adversaire   | Résultat     | Adversaire       | Résultat         | Adversaire   | Résultat     | Adversaire | Résultat  |
| --------------------- | --------------------------- | ---------------------------------- | ----------------------- | ------------- | ------------- | ------------ | ------------ | ---------------- | ---------------- | ------------ | ------------ | ---------- | --------- |
| Thin Thin Khaing (en) | Épreuve individuelle femmes | Battu par Małgorzata Sobieraj (en) | 151 - 151 (9-9 9-9 9-7) | (éliminé)     | (éliminé)     | (éliminé)    | (éliminé)    | (éliminé)        | (éliminé)        | (éliminé)    | (éliminé)    | (éliminé)  | (éliminé) |

### Haltérophilie
Le 12 août 2004, l'haltérophile birmane Nan Aye Khine est déclaré positif au stéroïde anabolisant lors d'un contrôle antidopage et est renvoyé des jeux le 16 août.

#### Femmes
| Athlète            | Épreuve        | Arraché  | Arraché | Epaulé-jeté | Epaulé-jeté | Total | Rang |
| Athlète            | Épreuve        | Résultat | Rang    | Résultat    | Rang        | Total | Rang |
| ------------------ | -------------- | -------- | ------- | ----------- | ----------- | ----- | ---- |
| Nan Aye Khine (en) | Moins de 48 kg | 82,5     | 4e      | 107,5       | 4e          | 190   | DSQ  |